# Urban Species
Urban Species est un groupe britannique de hip-hop, ayant produit plusieurs singles à succès dans les années 1990.
Leur succès le plus notable est la chanson Spiritual Love (1993) issue de l'album Listen (1994).

## Historique
La musique du groupe s'appuie sur un large éventail d'influences reggae, blues, funk, dub, jazz, ragga, folk... et combine musique en live avec des échantillonnages et de la programmation, résultant en un son organique qui a parfois été comparé à une version britannique des américains d'Arrested Development. La musique du groupe est souvent associée au mouvement acid jazz du milieu des années 1990.

## Discographie

### Albums
- 1994 : Listen
- 1998 : Blanket

### Singles
- 1993 : Spiritual Love (Talkin’ Loud) - UK #35
- 1993 : Brother (Talkin’ Loud) - UK #40
- 1993 : Listen (Talkin’ Loud) - UK #47
- 1993 : The Experience EP (Talkin’ Loud)
- 1997 : Religion And Politics EP (Talkin’ Loud)
- 1998 : Predictably Unpredictable (Talkin' Loud)
- 1998 : Blanket (Talkin’ Loud) - UK #56
- 1998 : Woman (Talkin’ Loud)